# Pierre Trabaud
Pierre Trabaud, född 7 augusti 1922 i Chatou, Île-de-France, död 26 februari 2005 i Versailles, Île-de-France, var en fransk skådespelare.

## Roller i urval
- 1949 – Manon
- 1949 – Möte i julinatt
- 1951 – Ensam flicka i Paris
- 1962 – Knappkriget
- 1967 – Asterix och hans tappra galler (röst)
- 1984–1985 – Lucky Luke (TV-serie) (röst)
- 1986 – Kring midnatt
- 1989 – Minnen av ett krig
- 1989–1991 – Babar (TV-serie) (röst)